# Vettelschoß
Vettelschoß település Németországban, Rajna-vidék-Pfalz tartományban. Lakosainak száma 3750 fő (2023. december 31.).

## Népesség
A település népességének változása:
| Lakosok száma | 2233 | 3527 | 3579 | 3592 | 3771 | 3750 |
|               | 1975 | 2017 | 2019 | 2021 | 2022 | 2023 |